# Кара-Кую
Кара-Кую (крим. Qara Quyu, з 1948 по 2023 рік — Ілліче́ве) — село Керченського району Автономної Республіки Крим.

## Історія
Поблизу Кара-Кую виявлено кургани доби бронзи і скіфські, а неподалік Калинівки, Рибного й Уварового — залишки трьох античних поселень і могильника IV—II ст. до н. ери.
У 2015 році село внесено до переліку населених пунктів, які потрібно перейменувати згідно із законом «Про засудження комуністичного та націонал-соціалістичного (нацистського) тоталітарних режимів в Україні та заборону пропаганди їхньої символіки».
12 травня 2016 року постановою Верховної Ради України № 1352-VIII селу повернена назва Кара-Кую відповідно до вимог закону «Про засудження комуністичного та націонал-соціалістичного (нацистського) тоталітарних режимів в Україні та заборону пропаганди їхньої символіки». Постанова набрала чинности у 2023 році.